# SQL注入
SQL注入（英語：SQL injection），也稱SQL隱碼或SQL注碼，是發生於應用程式與資料庫層的安全漏洞。簡而言之，是在輸入的字串之中夾帶SQL指令，在設計不良的程式當中忽略了字元檢查，那麼這些夾帶進去的惡意指令就會被資料庫伺服器誤認為是正常的SQL指令而執行，因此遭到破壞或是入侵。

## 原因
在應用程式中若有下列狀況，則可能應用程式正暴露在SQL Injection的高風險情況下：
1. 在應用程式中使用字串聯結方式或聯合查詢方式組合SQL指令。
2. 在應用程式連結資料庫時使用權限過大的帳戶（例如很多開發人員都喜歡用最高權限的系統管理員帳戶（如常见的root，sa等）連接資料庫）。
3. 在資料庫中開放了不必要但權力過大的功能（例如在Microsoft SQL Server資料庫中的xp_cmdshell延伸預存程序或是OLE Automation預存程序等）
4. 太過於信任使用者所輸入的資料，未限制輸入的特殊字元，以及未對使用者輸入的資料做潛在指令的檢查。

## 作用原理
1. SQL命令可查詢、插入、更新、刪除等，命令的串接。而以分號字元為不同命令的區別。（原本的作用是用於SubQuery或作為查詢、插入、更新、刪除......等的條件式）
2. SQL命令對於傳入的字串參數是用單引號字元所包起來。（但連續2個單引號字元，在SQL資料庫中，則視為字串中的一個單引號字元）
3. SQL命令中，可以夾帶註解（連續2個減號字元 -- 後的文字為註解，或“/*”與“*/”所包起來的文字為注解）
4. 因此，如果在組合SQL的命令字串時，未針對單引號字元作跳脫處理的話，將導致該字元變數在填入命令字串時，被惡意竄改原本的SQL語法的作用。

## 例子
某個網站的登入驗證的SQL查詢代碼為
```
strSQL
 
=
 
"SELECT * FROM users WHERE (name = '"
 
+
 
userName
 
+
 
"') and (pw = '"
+
 
passWord
 
+
"');"

```

惡意填入
```
userName
 
=
 
"1' OR '1'='1"
;

```

與
```
passWord
 
=
 
"1' OR '1'='1"
;

```

時，將導致原本的SQL字串被填為
```
strSQL
 
=
 
"SELECT * FROM users WHERE (name = '1' OR '1'='1') and (pw = '1' OR '1'='1');"

```

也就是實際上运行的SQL命令會變成下面這樣的
```
strSQL
 
=
 
"SELECT * FROM users;"

```

因此達到無帳號密碼，亦可登入網站。所以SQL注入被俗稱為駭客的填空遊戲。

## 可能造成的傷害
1. 資料表中的資料外洩，例如企業及個人機密資料，帳戶資料，密碼等。
2. 資料結構被駭客探知，得以做進一步攻擊（例如SELECT * FROM sys.tables）。
3. 資料庫伺服器被攻擊，系統管理員帳戶被竄改（例如ALTER LOGIN sa WITH PASSWORD='xxxxxx'）。
4. 取得系統較高權限後，有可能得以在網頁加入惡意連結、惡意代碼以及Phishing等。
5. 經由資料庫伺服器提供的作業系統支援，讓駭客得以修改或控制作業系統（例如xp_cmdshell "net stop iisadmin"可停止伺服器的IIS服務）。
6. 攻击者利用数据库提供的各种功能操纵文件系统，写入Webshell，最终导致攻击者攻陷系统
7. 破壞硬碟資料，癱瘓全系統（例如xp_cmdshell "FORMAT C:"）。
8. 取得系統最高權限後，可針對企業內部的任一管理系統做大規模破壞，甚至讓其企業倒閉。
9. 網站首頁被竄改，导致声誉受到损害。

## 避免的方法
1. 在設計應用程式時，完全使用參數化查詢（Parameterized Query）來設計資料存取功能。
2. 在組合SQL字串時，先針對所傳入的參數加入其他字元（將單引號字元前加上跳脫字元）。
3. 如果使用PHP開發網頁程式的話，需加入跳脫字元之功能（自動將所有的網頁傳入參數，將單引號字元前加上跳脫字元）。
4. 使用php開發，可寫入html特殊函式，可正確阻擋XSS攻擊。
5. 其他，使用其他更安全的方式連接SQL資料庫。例如已修正過SQL注入問題的資料庫連接元件，例如ASP.NET的SqlDataSource物件或是 LINQ to SQL。
6. 增強網頁應用程式防火牆的防禦力

## 歷史
有關SQL注入的首次公開討論始於1998年左右。例如，Phrack Magazine中的1998年文章。

## 外部連結
- 賽迪網-存儲過程之外：SQL注入深入防禦（繁體中文）
- MSDN 的SQL資料注入概述（页面存档备份，存于）（繁體中文）
- MSDN 的 SQL 注入概述（页面存档备份，存于）（简体中文）
- Protecting yourself from SQL Injection Attacks（页面存档备份，存于） by Ross Overstreet（英文）
- "SQLrand: Preventing SQL Injection Attacks（页面存档备份，存于）" by Stephen W. Boyd and Angelos D. Keromytis（英文）
- "What is SQL Injection?（页面存档备份，存于）" By CGISecurity.com（英文）
- "What is Blind SQL Injection?（页面存档备份，存于）" By CGISecurity.com（英文）
- Avoid SQL injection（英文）
- PHP and SQL Injections（英文）
- SQL Injection in Login Forms（页面存档备份，存于）（英文）
- xkcd上以SQL注入为主题的漫画（页面存档备份，存于）（英文）